# Giovanni dal Ponte
Giovanni dal Ponte, también llamado Giovanni di Marco y Giovanni di Santo Stefano, (Florencia, 1376-1437) fue un pintor italiano, activo en su natal Florencia. Fue discípulo de Buonamico Buffalmacco y pintó retratos y pintura de tema religioso. También trabajó en Arezzo. Giorgio Vasari lo describe en su biografía de Le Vite en la edición 1568.
Aunque formado en el estilo gótico propio de artistas como Lorenzo Monaco, Da Ponte fue receptivo a las novedades del Renacimiento, siguiendo a autores como Masaccio. Sin embargo, no alcanzó a asumir del todo el nuevo estilo y algunos detalles, como los fondos de oro de muchas de sus composiciones, o sus figuras un tanto planas y envaradas, aunque elegantes, remiten  al Gótico final y muestran la faceta brillante y eminentemente decorativa de su arte.

## Obras
- Frescos del Martirio de San Bartolomé, iglesia de la Santa Trinidad de Florencia.
- Coronación de la Virgen, tríptico, Museo Condé de Chantilly.
- Dante y Petrarca. Fogg Museum Collection. Universidad Harvard, Cambridge (Massachusetts).
- Dos parejas de amantes. Museo Nacional, Cracovia.
- Las siete artes liberales. Museo del Prado, Madrid.[3]